# Lijst van bruggen in België
Dit is een lijst van bruggen in België.

## Naar locatie
- Lijst van bruggen in Antwerpen
- Lijst van bruggen in Brugge
- Lijst van bruggen in Brussel
- Lijst van bruggen in Gent

## A
- Albertbrug
- Antwerpsepoortbrug
- Aragonbrug
- Asiabrug

## B
- Battelbrug
- Begijnebrug (Ninove)
- Berchembrug
- Berendrechtbrug
- Boektbrug
- Borsbeekbrug
- Bospoortbrug
- Boudewijnbrug (Antwerpen)
- Boudewijnbrug (Brugge)
- Boulevardbrug
- Brielenbrug
- Brug van de Waterhoek
- Budabrug (Neder-Over-Heembeek)

## C
- Colomabrug

## D
- Dampoortbrug (Gent)
- Dampoortbruggen (Brugge)
- De Smet de Naeyerbruggen
- Deurnebrug
- Dosschebrug
- Draaibrug van Arquennes
- Droogdokbrug
- Dudzelebrug

## E
- Eduard Waghemansbrug
- Emblembrug (Kleine Nete)
- Emblembrug (Netekanaal)

## F
- Farnesebrug
- Fonteinbrug (Itegem)
- Fonteinbrug (Mechelen)
- Frederik Hendrikbrug

## G
- Gabriël Theunisbrug
- Gentpoortbrug
- Godshuizenbrug
- Gouletbrug
- Grotestraatbrug
- Guido Gezellebrug
- Guilleminbrug

## H
- Heffenbrug
- Hellebrug
- Herdersbrug
- Herenpolderbrug
- Hofstadebrug
- Hoogbrug (Lier)
- Hoogbrug (Mechelen)
- Hoogmolenbrug
- Humbeekbrug

## I
- IJzerenbrug (Willebroek)
- IJzerlaanbrug

## J
- Jan Bogaertsbrug
- Jeumontbrug
- Joe's Bridge
- Jozef Masurebrug

## K
- Kalvebrug
- Katelijnebrug
- Katelijnepoortbrug (Brugge)
- Katelijnepoortbrug (Mechelen)
- Kattendijkbrug
- Kempischebrug
- Klein Eilandbrug
- Knokkebrug
- Koepoortbrug (Mechelen)
- Kraanbrug (Mechelen)
- Krakelebrug
- Kromme Brug
- Krugerbrug
- Kruiningenbrug
- Kruispoortbruggen
- Kruisschansbrug
- Kuregembrug

## L
- Lange Wapperbrug
- Lefèbvrebrug
- Leopold 1-brug
- Leopoldsbrug
- Leuvensepoortbrug
- Lillobrug
- Lisperpoortbrug
- Lodijkbrug
- Londenbrug
- Luikbrug
- Luiksebrug

## M
- Maasfortbrug
- Majoor Van Lierdebrug
- Marlybrug
- Mechelsebrug
- Mechelsepoortbrug
- Meestoofbrug
- Melkaderbrug
- Melselebrug
- Mexicobrug
- Minderbroedersbrug
- Mirabrug
- Molbrug
- Mol-ter-Netebrug
- Muidebrug
- Muizenbrug

## N
- Napoleon de Pauwbrug
- Nassaubrug (Antwerpen)
- Nekkerspoelbrug
- Nieuwe Hansbrug
- Nieuwendijkbrug
- Nijverheidsbrug
- Noorderlaanbrug
- Noordkasteelbrug
- Noordlandbrug

## O
- Ohiobrug
- Oktrooibrug
- Ooiebrug
- Oosterweelbrug
- Oude Hansbrug
- Oudendijkbrug
- Overledebrug

## P
- Paepsembrug
- Petroleumbrug
- Plaisancebrug
- Pont des Trous
- Posthofbrug
- Pullebrug

## R
- Rijmenambrug
- Ringbrug
- Rivierenbrug
- Roostenbergbrug
- Ropsy-Chaudronbrug
- Royersbrug
- Rupelbrug

## S
- Scheepsdalebrug
- Scheldebrug
- Schoorbakkebrug
- Schuiteniersbrug
- Siberiabrug
- Sint-Annabrug (Aalst)
- Sint-Jansbrug (Lier)
- Sint-Martinusbrug
- Sint-Michielsbrug
- Skaldenbrug
- Snepkensbrug
- Spletterenbrug
- Stenenbrug
- Straatsburgbrug
- Stuwbrug

## T
- Teichmannbrug
- Tervatebrug
- Tivolibrug
- Tolpoortbrug

## U
- Uniebrug

## V
- Van Cauwelaertbrug
- Van Kesbeeckbrug
- Van Praetbrug
- Verbrande Brug
- Viaduct van Anseremme
- Viaduct van Cheratte
- Viaduct van Halle
- Viaduct van Houx
- Viaduct van Jambes
- Viaduct van Kraainem
- Viaduct van Landelies
- Viaduct van Merksem
- Viaduct van Montigny-le-Tilleul
- Viaduct van Moresnet
- Viaduct van Thanville
- Viaduct van Vilvoorde
- Viaduct van Wilsele
- Victor Dumonbrug
- Vilvoordebrug
- Vlaamsepoortbrug
- Vlasmarktbrug
- Vlassenbroekbrug
- Volmolenbrug
- Vredesbrug (Antwerpen)
- Vredesbrug (Willebroek)

## W
- Walembrug
- Waterloobrug
- Warandebrug
- Werchterbrug
- Wiedauwkaaibrug
- Wiezebrug
- Wijngaardbrug (Geraardsbergen)
- Willembrug
- Willemsstraatbrug
- Wilmarsdonkbrug
- Winketbrug
- Withuisbrug

## Z
- Zammelbrug
- Zandvlietbrug
- Zeebergbrug
- Zonnebloembrug
- Zurenborgbrug
- Zwartehoekbrug